# 2-я отдельная механизированная бригада (СССР, 1932)
2-я отдельная механизированная бригада (2-я омехбр) — воинское соединение автобронетанковых войск в РККА Вооружённых Сил СССР.
Сокращённое наименование — 2 омехбр.

## Боевой путь

### 1932 год
Советское государство успешно развивало промышленность. Военные заводы осваивали выпуск новой техники и налаживали её массовый выпуск. В это время развивалась и военное искусство, в армии и на флоте проводились учения и манёвры на которых отрабатывались теоретические разработки ведения военных действий с использованием преимуществ авиации, мотострелковых войск, современной артиллерии и, конечно же, танковых войск.
10 мая на базе Киевской отдельной учебной автороты началось формирование бригады в Украинском военном округе в г. Киеве Украинской ССР.

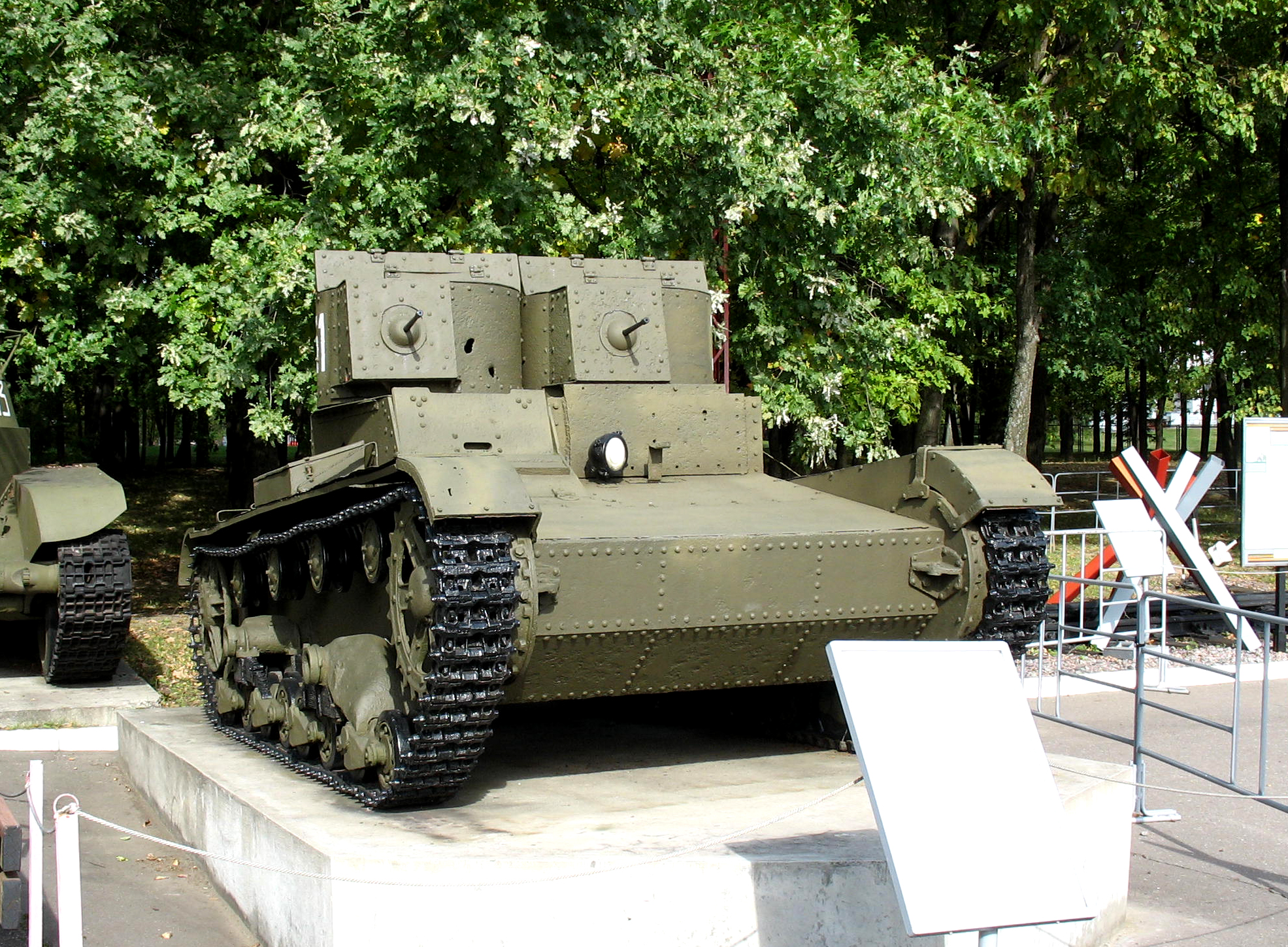
Двухбашенный Т-26 ранних выпусков с цельноклёпаными корпусом и башнями и пулемётным вооружением

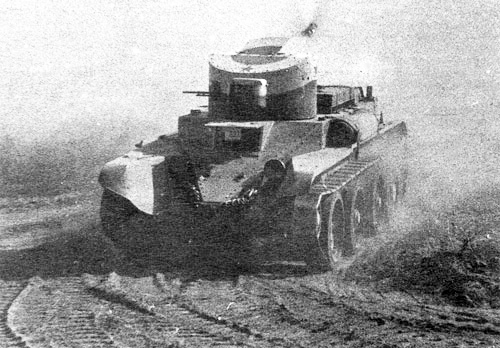
БТ-2 пулемётный на манёврах

К 12 июня бригада закончила формирование. Состав: 1, 2, 3-й танковые, разведывательный, сапёрный, стрелковый батальоны, химическая, зенитно-пулемётная, связи, регулирования роты, техническая база. 12 июня в состав бригады включён артиллерийский дивизион, сформированный в 3-й Крымской стрелковой дивизии. На вооружение поступали отечественные советские лёгкие танки Т-26 и быстроходные лёгкие танки БТ.
Командиром бригады назначен В. И. Мернов (в 1932-33 годах), начальником штаба бригады — И. Д. Васильев, начальником артиллерии — С. И. Оборин.

### 1933 год
Командир бригады в 1933-34 годах Д. А. Шмидт.
Начальник штаба бригады И. Д. Васильев.
Начальник артиллерии С. И. Оборин (до ноября).

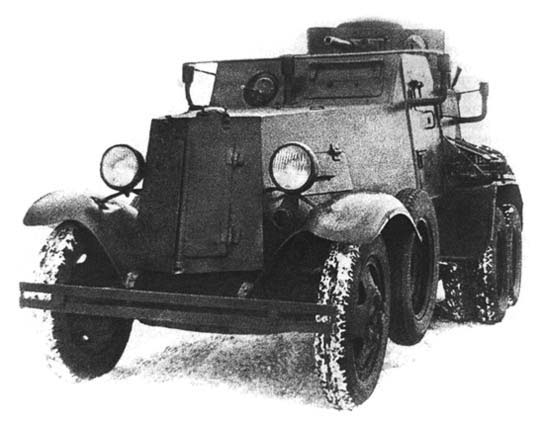
Испытания бронеавтомобиля БА-И с установленной в экспериментальном порядке радиостанцией 71-ТК-1 с поручневой антенной. НИИБТ полигон в Кубинке, зима 1933 года

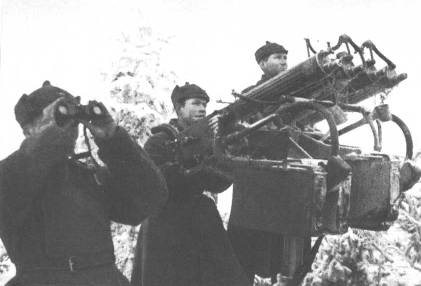
Счетверённая зенитно-пулемётная установка образца 1931 года

### 1934 год
В январе командиром бригады назначен И. Д. Васильев, начальник штаба бригады.
Начальник штаба бригады С. А. Цесляк.
1 февраля бригада переформирована по штатам 010/410. Состав: учебный батальон (создан путём переформирования из 1-го танкового батальона), 2, 3-й танковые, разведывательный, сапёрный, стрелковый батальоны, артиллерийский дивизион, ремонтно-восстановительный парк (создан путём переформирования из технической базы), химическая, зенитно-пулемётная, связи, регулирования, автотранспортная роты (вновь сформированная). Бригаде придан авиаотряд, вооружённый самолётами Р-5.

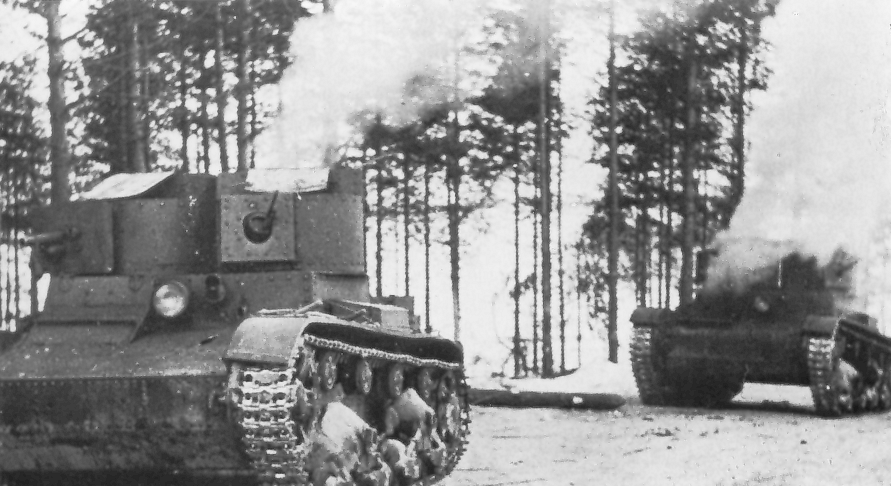
Т-26 с клёпаным корпусом и башнями и пулемётно-пушечным вооружением

В марте бригада перемещается в г. Ворошилов Российской СФСР в состав Приморской группы Отдельной Краснознамённой Дальневосточной армии. Состав перемещаемых войск: учебный батальон, 4-й отдельный танковый, разведывательный, сапёрный, стрелково-пулемётный батальоны, артиллерийский дивизион, ремонтно-восстановительный парк, химическая, зенитно-пулемётная, связи, регулирования, автотранспортная роты.
В г. Ворошилове в состав бригады включены 18-й и 32-й отдельные танковые батальоны, переименованные в 1-й и 2-й отдельные танковые батальоны.
1 мая при 2-й омехбр начинает формироваться управление бригады и танковый батальон вооружённый лёгкими танками Т-26 для формирования 8-й отдельной механизированной бригады также в КВО.
Начальник оперативного отделения штаба майор Д. И. Заев.

САУ на базе Т-27

### 1935 год
Бригада дислоцировалась в г. Ворошилов (Приморская группа войск ОКДВА). В текущем году бригада выделила на формирование 23-й механизированной бригады танковую роту, химический взвод, батарею артиллерийских танков.
В конце года командиру бригады И. Д. Васильеву присвоено персональное воинское звание полковник.
Начальник штаба бригады майор С. А. Цесляк арестован органами НКВД 23 мая.
Начальник оперативного отделения штаба майор Д. И. Заев.
Начальником политического отдела назначен Д. А. Иващенко.

### 1936 год
Командир бригады полковник И. Д. Васильев. Начальник оперативного отделения штаба майор Д. И. Заев (до июля).
21 марта бригада имела на вооружении:
Бригада по штату должна была иметь на вооружении:
- 400 танков и самоходно-артиллерийских установок, в том числе:
  - быстроходных лёгких танков БТ-2, БТ-5, БТ-7 (линейных) — 74 шт.,
  - быстроходных лёгких танков БТ (имеющих рацию) — 20 шт.,
  - лёгких танков Т-26 (линейных) — 155 шт.,
  - лёгких танков Т-26 (имеющих рацию) — 60 шт.,
  - самоходно-артиллерийских установок — 12 шт.,
  - лёгких сапёрных танков Т-26 — 5 шт.,
  - малых плавающих танков (танкеток) Т-37А — 51 шт.,
  - танкеток Т-27 — 17 шт.
  - лёгких химических (огнемётных) танков БХМ/Т-26 — 6 шт. (ХТ-26)
- 60 бронеавтомобилей, в том числе:
  - бронеавтомобилей лёгких (ФАИ, — 16 шт.,
  - бронеавтомобилей средних (БА-И, БА-3)- 23 шт.
- Полковые орудия, Зенитные пулемёты

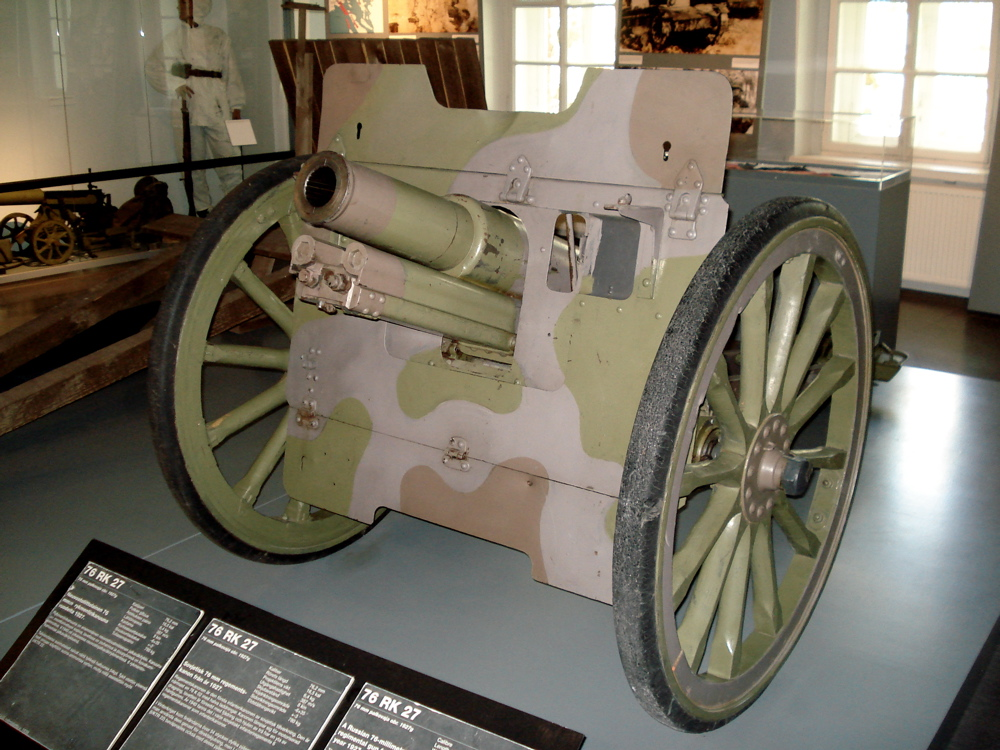
76-мм полковая пушка обр. 1927 г., вариант на деревянных колёсах

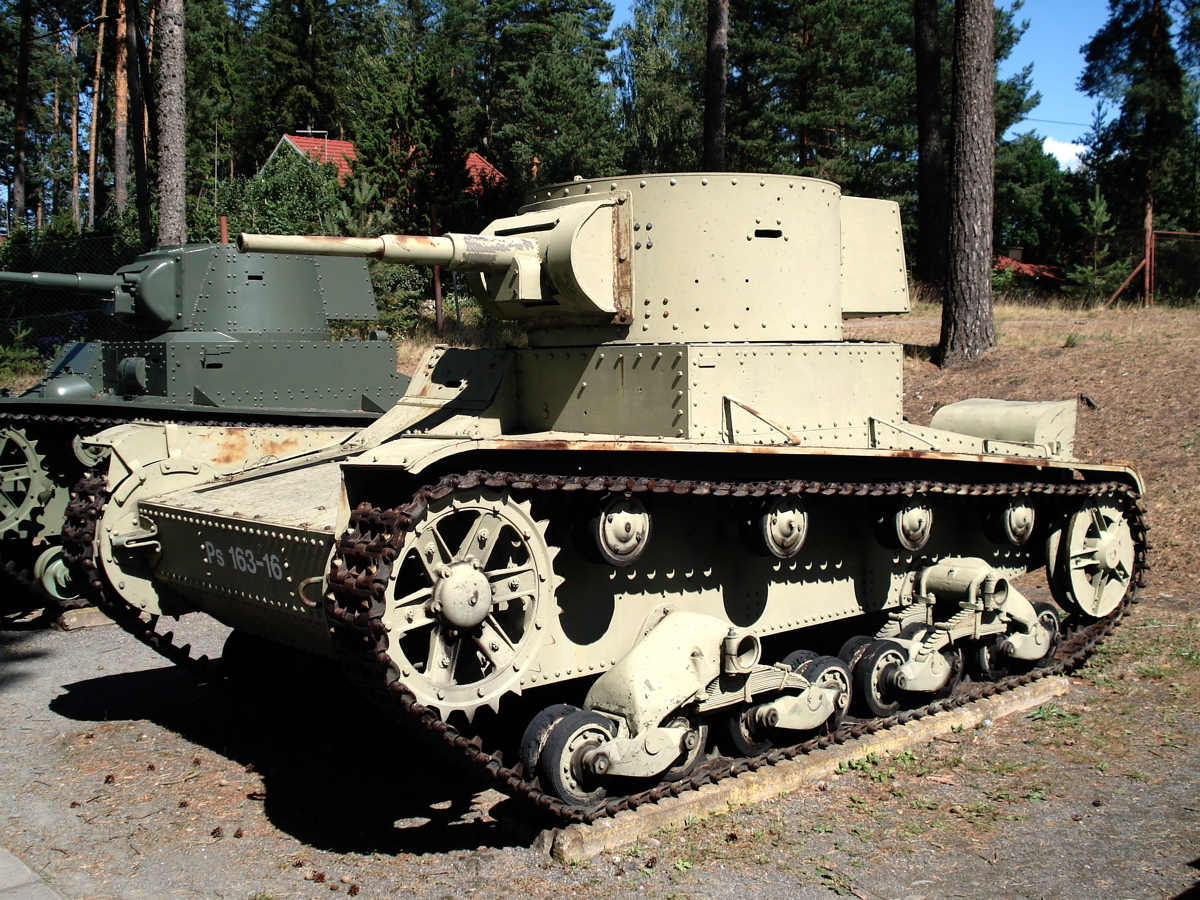
Однобашенный Т-26 с клёпаным корпусом и башней первого образца, узкой нишей

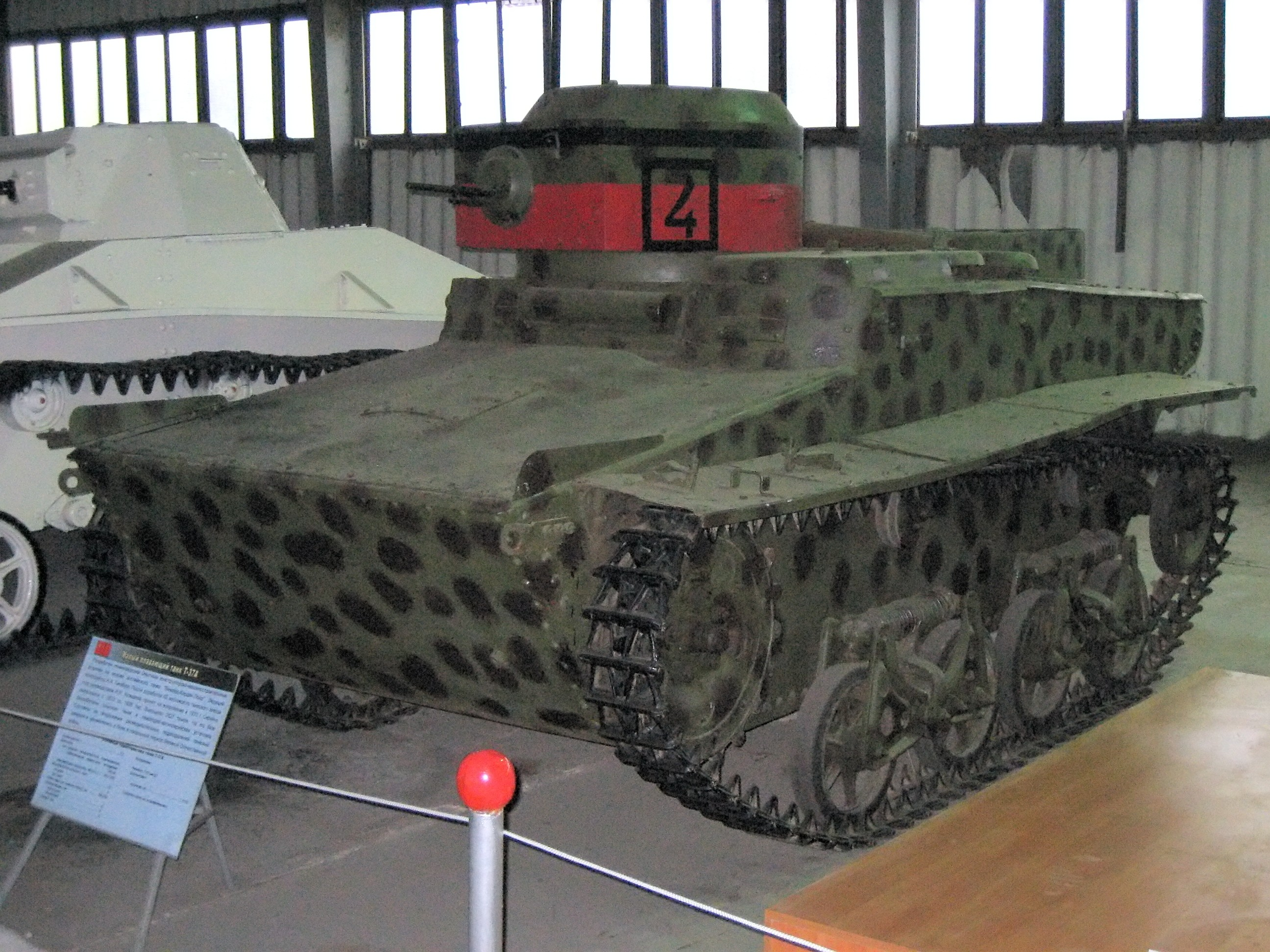
Танк Т-37А. Бронетанковый музей, Кубинка.

### 1937 год
В феврале командир бригады полковник И. Д. Васильев освобождён от должности. Начальник штаба бригады майор С. А. Цесляк.
10 мая постановлением Центрального Комитета ВКП (б) и Совета Народных Комиссаров СССР в армии и на флоте введён институт военных комиссаров. Военные комиссары введены вместо заместителей командиров по политической части.
В апреле командиром бригады назначен полковник В. Г. Бурков.
- Бурков В. Г. в РККА с марта 1919. Службу начал красноармейцем. Потом служил политическим работником, на командных должностях в частях бронепоездов. С апреля 1930 обучался на Ленинградских бронетанковых курсах усовершенствования командного состава, а затем служил в бронетанковых частях. В 1932 окончил Казанские курсы усовершенствования технического состава АБТВ (совместную советско-германскую танковую школу). В августе 1933 назначен начальником 1-го отделения управления АБТВ ОКДВА. С октября 1936 командир и комиссар 8-го механизированного полка 8-й кавалерийской дивизии. В апреле 1937 назначен командиром 2-й отдельной механизированной бригады.

23 мая начальник штаба бригады майор С. А. Цесляк арестован органами НКВД.
В июне бригада переходит на новые штаты. Расформировываются артиллерийский дивизион (батареи переданы в танковые батальоны) и сапёрный батальон. Формируется «батальон боевого обеспечения», в который переводятся мостовой парк Н2П, инженерная, зенитно-пулемётная, химическая и регулирования роты.
7 ноября в г. Хабаровске проводилась демонстрация трудящихся посвящённая Великой Октябрьской социалистической революции и проводился военный парад, в котором принимала участие бригада в числе войск армии.

Трёхосные грузовые автомобили «Форд-Тимкен» во дворе завода «Гудок Октября», 1932 год

### 1938 год
2-я омехбр дислоцировалась в г. Ворошилове. Командир бригады полковник В. Г. Бурков.
30 июня Особая Краснознамённая Дальневосточная армия преобразована в
Дальневосточный фронт.
23 июля стал именоваться Дальневосточный Краснознамённый фронт.
В июле на основе Приморской группы войск сформирована 1-я Краснознамённая армия.
28 июля командир бригады полковник В. Г. Бурков арестован органами НКВД.

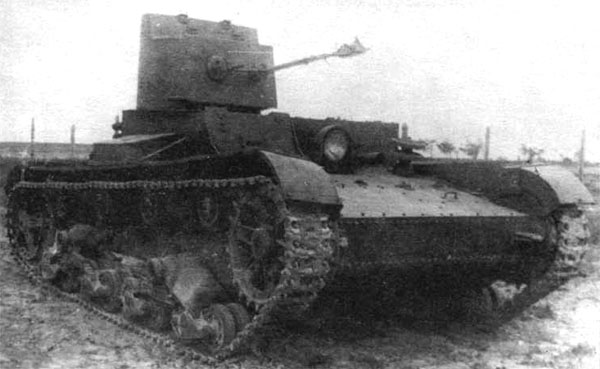
Боевая химическая машина БХМ-3 (химический танк ХТ-26 или огнемётный танк ОТ-26) на базе Т-26

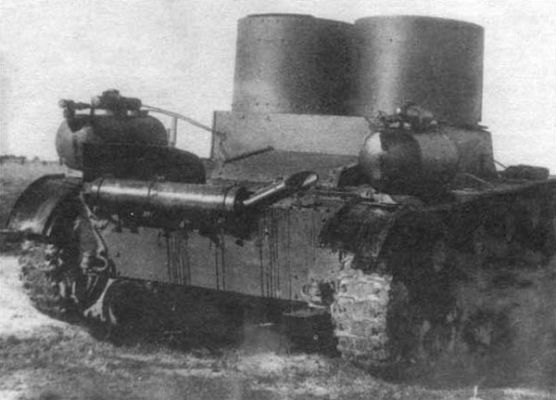
Химический танк ХТ-26. Двухбашенная модификация (вид сзади)

Командиром бригады назначен полковник А. П. Панфилов.
- Панфилов А. П. в РККА с апреля 1918. Участник Гражданской войны в России. Службу начинал с политических должностей в Свияжском уездном военкомате. Потом служил на разных должностях в 5-й армии, в том числе в 26-й стрелковой дивизии. Дальнейшая служба проходила на должностях политических работников. С сентября 1931 слушатель командного факультета Военной академии механизации и моторизации. С июля 1937 военный комиссар НИАБТ полигона. В 1937 окончил Военную академию механизации и моторизации им. Сталина. С апреля 1938 помощник начальника АБТУ РККА. С июля 1938 командир 2-й отдельной механизированной бригады.

Помощник командира бригады по технической части майор Ф. Т. Кулагин
Помощник командира бригады по хозяйственной части майор П. П. Руднев
Начальник артиллерии капитан М. А. Очкань
Начальник инженерной службы капитан Е. Е. Березнев
Начальник санитарной службы военврач 2 ранга Ф. Е. Осечнюк
Начальник политотдела батальонный комиссар Д. А. Иващенко
На вооружении бригады в это время состояли револьверы и пистолеты, в том числе револьверы системы Нагана и пистолеты ТТ; винтовки Мосина; автоматические винтовки Симонова образца 1936 года; станковые пулемёты Максима; (ручные пулемёты конструкции Дегтярёва); грузовые автомобили ГАЗ-АА и ГАЗ-ММ; легковые автомобили ГАЗ-А и ГАЗ-М-1; установки для распыления химических веществ; огнемёты; дымовые шашки; пушки; танки.
29 июля японские войска перешли советскую границу и после ряда атак отбросили пограничные части НКВД СССР с линии застав. Они захватили выгодные в тактическом отношении сопки Заозёрную и Безымянную, опираясь на которые, держали под контролем Посьетский район. Командование выдвинуло в район конфликта 40-ю стрелковую дивизию (командир полковник В. К. Базаров).
В бригаде сформированы танковый батальон и нештатный тракторный батальон. Танковый батальон отправлен на остров Сахалин.
31 июля для отражения японского вторжения на территорию Советского Союза приводились в боевую готовность Приморская армия и Тихоокеанский флот.
В район озера Хасан дополнительно направлялись 32-я стрелковая дивизия (командир полковник Н. Э. Берзарин) и 2-я омехбр (командир полковник А. П. Панфилов).
В состав танковых соединений и частей в районе конфликта входили:
- 2-я отдельная мехбригада имела в танковых батальонах современных 94 танка БТ-5 и БТ-7, а также лёгкие танки Т-26 и химическую роту с химическими (огнемётными) танками ХТ-26, имевшую 5 штук исправных.
- 32-й отдельный танковый батальон 32-й стрелковой дивизии (командир батальона майор Михаил Васильевич Алимов) на Т-26.
- 40-й отдельный танковый батальон 40-й стрелковой дивизии (командир батальона старший лейтенант Ситников).

2 августа сформирован 39-й стрелковый корпус (командир комкор Г. Н. Штерн). В этот день советские войска перешли в наступление. Главный удар наносился силами 40-й сд с приданным 32-м отб и двумя артиллерийскими дивизионами.
2 и 3 августа дивизия проводила атаки, но успеха не добилась.
К этому времени в район конфликта прибыли 32-я стрелковая дивизия и 2-я отбр. Из состава 2-й омехбр 3-й отб был передан в 32-ю сд, 2-й отб (командир майор Меньшов, военный комиссар — Туляков) — в 40-ю сд. 63 танка бригады составили резерв командира 39-го ск комкора Штерна. Командиры стрелковых дивизий приняли решение использовать приданные им танковые батальоны в качестве дивизионных групп непосредственной поддержки пехоты, и соответственно поставили им задачу — поддержать атаку стрелковых полков первого эшелона, действовавших на направлениях главных ударов дивизий. Бригада вступила в боевые действия
40-я сд со 2-м отб 2-й отбр наносила удар с юга в полосе между госграницей и озером Хасан. С севера наступала 32-я сд с 3-м отб 2-й отбр.
8 августа части 40-й сд со 2-м отдельным танковым и введённым в бой разведывательным батальоном 2-й омехбр очистили высоту Пулемётная Горка, совместно с полком 32-й сд, сломив ожесточённое сопротивление противника, овладели высотой Заозёрная.
9 августа 32-я сд с 3-м отб 2-й омехбр штурмом взяла высоту Безымянная.
11 августа между советскими и японскими войсками было заключено перемирие. Было решено, что граница устанавливается на основании соглашения 1886 года, так как более позднего соглашения о границе не существовало.
В связи с переходом на новые штаты № 10/810 бригада переименована во 2-ю отдельную танковую бригаду.

## Полное наименование
2-я отдельная механизированная бригада

## Подчинение
- 10.05.1932 — март 1934: Украинский военный округ
- март 1934 — 30.06.1938: Приморская группа войск, Особая Краснознамённая Дальневосточная армия
- 1-23.07.1938 : Приморская группа войск, Дальневосточный фронт
- 23.07.1938: 1-я Краснознамённая армия, Дальневосточный Краснознамённый фронт

## Командование
- Командиры бригады:
  - Василий Иванович Мернов (1932—1933)
  - Дмитрий Аркадьевич Шмидт (1933—1934)
  - Иван Дмитриевич Васильев, полковник с 1935, (май 1934 — февраль 1937)

полковник Василий Герасимович Бурков
- - Алексей Павлович Панфилов, полковник (1938)
- Заместитель командира бригады по политической части до 10.05.1937 Владимир Владимирович Назаров (уволен), бригадный комиссар
- Помощник командира бригады по технической части Фёдор Тимофеевич Кулагин, майор (в 1938)
- Помощник командира бригады по хозяйственной части Павел Павлович Руднев, майор (в 1938)
- Начальники штаба бригады:
  - Иван Дмитриевич Васильев (05.1932-01.1934)
  - Станислав Антонович Цесляк (арестован 23.05.1937), майор
  - Александр Александрович Шамшин (…-6.06.1939), майор
- Начальник оперативного отделения майор Дмитрий Иванович Заев (11.34-07.36)
- Начальник разведывательного отделения Дмитрий Иванович Заев (6.09.1933-11.1934)
- Начальники артиллерии:
  - Степан Ильич Оборин (до 11.1933)
  - капитан Михаил Афанасьевич Очкань (в 1938)
- Начальник инженерной службы капитан Евгений Ефимович Березнев (в 1938)
- Начальник санитарной службы военврач 2 ранга Фёдор Ефимович Осечнюк (в 1938)
- Начальник политотдела батальонный комиссар Дмитрий Андреевич Иващенко (до 1938)
- Командир 2-го отб майор Меньшов, военный комиссар Туляков, (3.08.1938)
- Командир взвода 2-го отб И. Н. Шкадов

## Состав бригады
На 12.06.1932:
- Управление бригады в г. Киеве УкрВО
- 1-й отдельный танковый батальон
- 2-й отдельный танковый батальон
- 3-й отдельный танковый батальон
- Специальные подразделения:
  - отдельный разведывательный батальон
  - отдельный сапёрный батальон
  - отдельный стрелковый батальон
  - отдельный артиллерийский дивизион
  - отдельная химическая рота
  - отдельная зенитно-пулемётная рота
  - отдельная рота связи
  - отдельная рота регулирования
- Техническая база

На 1.02.1934:
- Управление бригады в г. Киеве УкрВО
- Отдельный учебный танковый батальон
- 2-й отдельный танковый батальон
- 3-й отдельный танковый батальон
- 4-й отдельный танковый батальон (когда сформирован неизвестно)
- Специальные подразделения:
  - отдельный разведывательный батальон
  - отдельный сапёрный батальон
  - отдельный стрелковый батальон
  - отдельный артиллерийский дивизион
  - отдельная химическая рота
  - отдельная зенитно-пулемётная рота
  - отдельная рота связи
  - отдельная рота регулирования
  - отдельная автотранспортная рота
- Ремонтно-восстановительный парк
- Бригаде придан авиаотряд, вооружённый самолётами Р-5

С марта 1934:
- Управление бригады в г. Ворошилове Приморской группы ОКДВА
- 1-й отдельный танковый батальон
- 2-й отдельный танковый батальон
- 4-й отдельный танковый батальон
- Отдельный учебный танковый батальон
- Специальные подразделения:
  - отдельный разведывательный батальон
  - отдельный сапёрный батальон
  - отдельный стрелково-пулемётный батальон
  - отдельный артиллерийский дивизион
  - отдельная химическая рота
  - отдельная зенитно-пулемётная рота
  - отдельная рота связи
  - отдельная рота регулирования
  - отдельная автотранспортная рота

С июня 1937:
- Управление бригады в г. Ворошилове Приморской группы ОКДВА
- 1-й отдельный танковый батальон и артиллерийская батарея
- 2-й отдельный танковый батальон и артиллерийская батарея
- 4-й отдельный танковый батальон и артиллерийская батарея
- Отдельный учебный танковый батальон
- Батальон боевого обеспечения:
  - отдельная химическая рота
  - отдельная зенитно-пулемётная рота
  - отдельная рота регулирования
  - отдельная инженерная рота
  - мостовой парк Н2П
- Специальные подразделения:
  - отдельный разведывательный батальон
  - отдельный стрелково-пулемётный батальон
  - отдельная рота связи
  - отдельная автотранспортная рота

## Герои Советского Союза
- Тимаков, Александр Иванович, старшина, командир танка отдельного разведывательного батальона.